# Megatherium
Megatherium Cuvier, 1796 è un genere appartenente all'estinta famiglia dei Megateriidi, un gruppo di bradipi che annovera anche forme di dimensioni enormi. In particolare, M. americanum, grande quanto un elefante, figura tra i più noti e studiati, ed è, insieme a Eremotherium, uno dei più grandi bradipi terricoli finora conosciuti. Il genere è attestato dal Pliocene inferiore, circa 5 milioni di anni fa, fino alla transizione fra il Pleistocene superiore e l'Olocene inferiore, intorno a 8000 (o forse solo 11.000) anni fa. Al suo interno si individuano due linee evolutive: la prima comprende M. americanum, diffuso nelle aree centrali e in parte meridionali del Sud America caratterizzate da clima temperato, in special modo nella Pampa dell'odierna Argentina; la seconda linea, invece, riunisce diverse specie tipiche delle zone montuose delle Ande. Le due forme si distinguono tra loro principalmente per particolari differenze riscontrabili nello scheletro.
In qualità di erbivoro, Megatherium si cibava prevalentemente di vegetali teneri. Per raggiungere la vegetazione più in alto, poteva sollevarsi sulle zampe posteriori, utilizzando l'imponente coda come sostegno; le potenti braccia servivano ad avvicinare rami e fronde. È stata tuttavia avanzata l'ipotesi che la dieta includesse una componente di carne più rilevante. Un ulteriore punto dibattuto è la possibilità che Megatherium non si alzasse su due zampe solo per nutrirsi, ma fosse addirittura capace di una locomozione bipede continua, il che lo renderebbe il più grande mammifero noto a spostarsi in tal modo. Entrambe le teorie – sia quella di un comportamento predatorio, sia quella di un'andatura costantemente bipede – risultano comunque controverse.
La scoperta dei primi resti fossili di Megatherium risale alla fine del XVIII secolo. Nel 1796, infatti, lo studio di uno scheletro rinvenuto a Luján, nell'odierna Argentina, consentì a Georges Cuvier di fornire la prima descrizione scientifica del genere. Ulteriori ritrovamenti di rilievo furono poi effettuati nel 1832 da Charles Darwin, durante la celebre spedizione del Beagle lungo le coste del Sud America, soprattutto nelle regioni pampeane. Megatherium contribuì in modo decisivo allo sviluppo e all'affermazione della paleontologia nel corso dell’Ottocento; la fase iniziale delle ricerche sul genere fu caratterizzata da numerose nuove scoperte, ma anche da alcuni clamorosi fraintendimenti.

## Descrizione

### Dimensioni
Megatherium comprende specie di bradipi terricoli di dimensioni variabili, da medie a molto grandi. La più piccola, M. altiplanicum, pesava probabilmente tra 1 e 1,7 tonnellate, mentre la più imponente, M. americanum, raggiungeva circa 6 metri di lunghezza totale e 2 metri di altezza alla spalla, con un peso stimato fra 3,8 e 6 tonnellate (a seconda dei metodi di calcolo). Queste misure erano simili a quelle di Eremotherium, un genere affine vissuto pressappoco nello stesso periodo. Le differenze di taglia all'interno di Megatherium emergono chiaramente osservando il femore: in M. altiplanicum misurava 39 cm, mentre in specie di taglia media come M. urbinai, M. sundti e M. tarijense variava da 46 a 53 cm. Al vertice opposto, quello di M. americanum poteva arrivare a 57-78 cm di lunghezza, collocando questa specie tra i più grandi bradipi giganti conosciuti, assieme a Eremotherium. In linea generale, Megatherium era leggermente meno massiccio rispetto a Eremotherium e presentava arti più corti in proporzione al corpo, ma un cranio più lungo. Come in tutti i bradipi terricoli, braccia e gambe risultavano molto più brevi rispetto al corpo se paragonate a quelle degli odierni bradipi arboricoli attuali; era però dotato, analogamente agli altri bradipi di terra, di una coda lunga e molto robusta.

### Caratteristiche del cranio e della dentatura

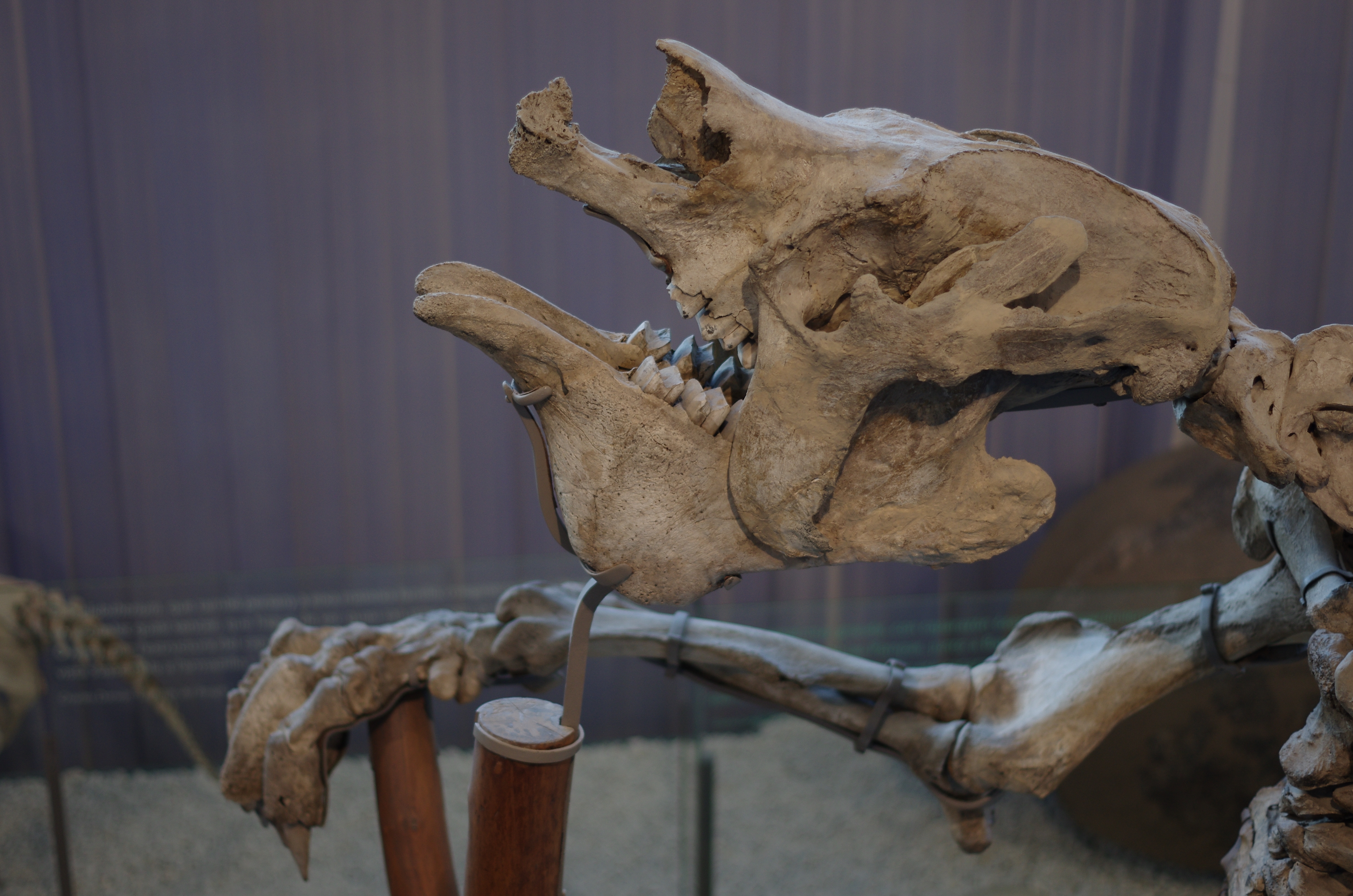
Cranio di Megatherium

Il cranio delle specie di maggiori dimensioni misurava 72-87 cm in lunghezza, raggiungendo 36-46 cm di larghezza a livello degli archi zigomatici e 27-31 cm nella zona occipitale. Nel complesso appariva affusolato e stretto, con una linea frontale che, vista di lato, disegnava un marcato profilo sinusoidale o lievemente a cupola. L'osso premascellare, di forma a Y o X (talvolta anche rettangolare), risultava composto da due parti saldate tra loro e fuse con la mascella; in alcune specie di taglia minore, tale connessione risultava invece meno stabile, e il premascellare può essere rinvenuto isolato o addirittura mancare. La mascella era molto alta per alloggiare denti estremamente ipsodonti (a corona elevata). Un tratto caratteristico era rappresentato dagli archi zigomatici, decisamente massicci e, a differenza di quelli dei bradipi odierni e di molte altre forme fossili, chiusi superiormente dall'unione tra zigomatico e squamoso. In prossimità dell'estremità anteriore dell'arco, un robusto processo rivolto verso il basso fungeva da punto di inserzione muscolare. Le ossa parietali presentavano una marcata cresta sagittale, la quale si sdoppiava anteriormente e proseguiva sullo squamoso come linea ben definita. L'osso occipitale, osservato lateralmente, aveva una forma pressoché rettangolare. Nelle specie andine di minori dimensioni, i condili occipitali – punti di articolazione con la colonna cervicale – risultavano fortemente allungati all'indietro, apparendo così assai prominenti.
La mandibola appariva estremamente robusta, con una lunghezza variabile fra 62 e 74 cm nelle specie di taglia maggiore. La sinfisi, piuttosto massiccia e appiattita, risultava completamente saldata e terminava in corrispondenza del primo o secondo dente postcanino. Sporgendosi in avanti, formava un esile sperone osseo talvolta più esteso dell'intera fila dentaria. Particolarmente evidente era il margine inferiore, ricurvo verso il basso, tipico dei Megateriidi: in alcuni casi raggiungeva fino a 25 cm d'altezza ed era quindi il più pronunciato in assoluto entro questo gruppo, con una protuberanza particolarmente accentuata in Megatherium. All'interno di tale espansione si trovavano gli alveoli dei denti inferiori, mentre i processi articolari si innalzavano notevolmente. Come in tutti i Megateriidi, il numero totale di denti era 18: cinque in ciascuna semiarcata superiore e quattro in quella inferiore, tutti omodonti, dalla forma quadrangolare e con due creste trasversali (bilofodonti). Tali denti, privi di smalto e disposti in fila continua, raggiungevano dimensioni variabili: nella specie più grande, M. americanum, la serie inferiore misurava 18,6-25,9 cm, mentre in forme di media grandezza come M. tarijense (15,2-20,4 cm) o M. medinae (13-17,2 cm) risultava più contenuta. Nel caso di M. altiplanicum, il più piccolo, la lunghezza si fermava a 14,4 cm.

### Scheletro del corpo

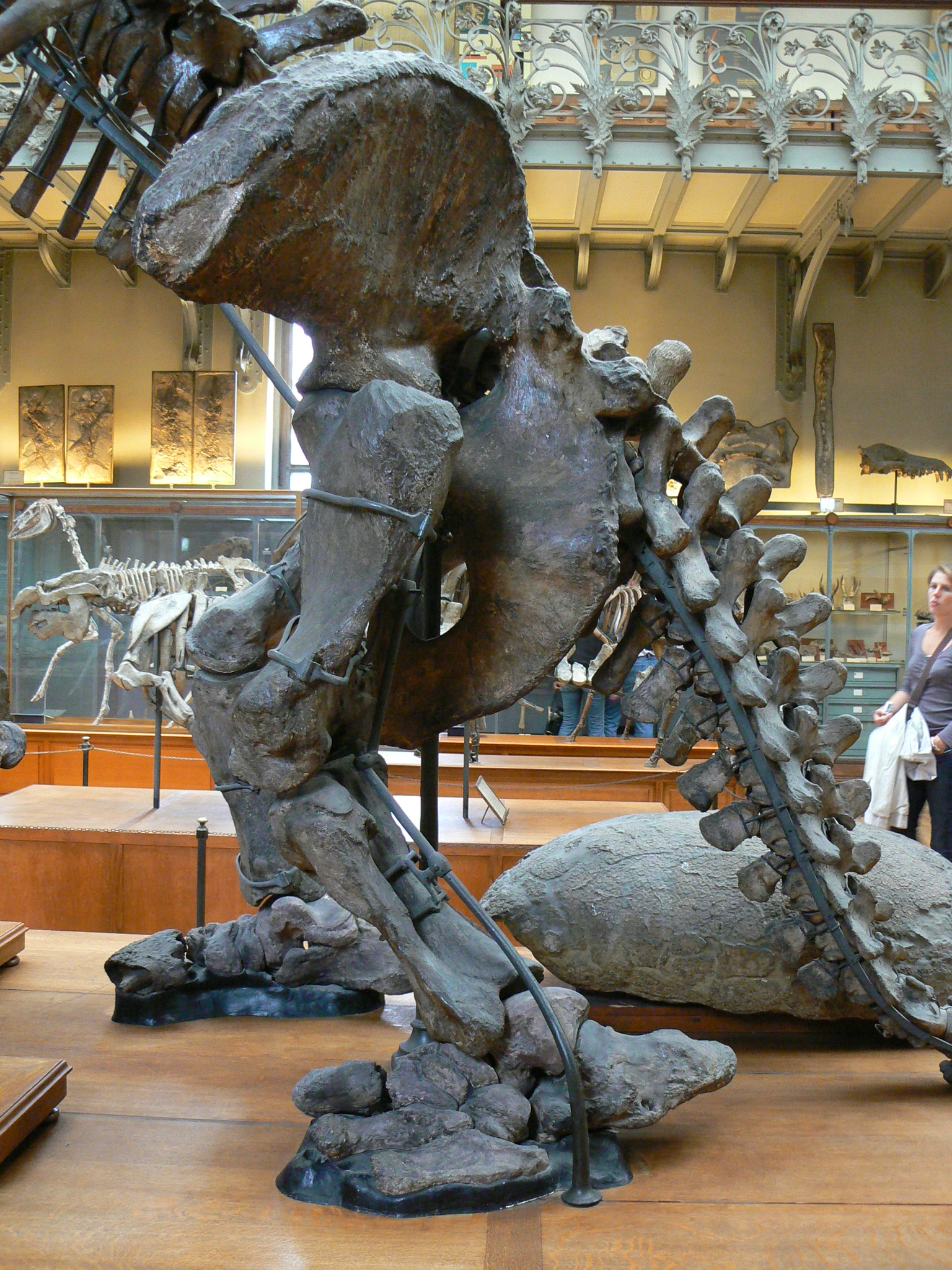
Dettagli delle creste iliache, della coda e della zampa sinistra dell'esemplare al Muséum national d'histoire naturelle

Lo scheletro del corpo di Megatherium è noto in modo abbastanza completo grazie ai numerosi reperti scoperti. La colonna vertebrale contava 7 vertebre cervicali, 16 toraciche, 3 lombari, 3 sacrali e tra 17 e 18 caudali. A differenza di Eremotherium, in Megatherium le tre superfici articolari che collegano l'atlante con l'epistrofeo (prime due vertebre cervicali) non risultavano fuse tra loro. In generale, gli arti di Megatherium erano mediamente più corti di quelli di Eremotherium. L'omero, tubolare e lungo fino a 80 cm, presentava un'estremità distale particolarmente robusta e larga sino a 37 cm. Negli esemplari di Megateriidi, l'omero si distingueva per una forma più allungata, snella e appiattita rispetto a quella di altri bradipi terricoli. L'ulna, lunga 69 cm, appariva sottile con estremità articolari ridotte. La parte prossimale (olecrano) poteva essere stretta e allungata nelle specie più piccole, mentre risultava più ampia e massiccia in quelle di maggiori dimensioni. Il femore, come in tutti i Megateriidi, era largo e massiccio, pur restringendosi notevolmente sul versante anteriore e posteriore, tanto che la sua larghezza superava di quattro volte lo spessore. Il femore più grande conosciuto misurava 78 cm di lunghezza per 42 cm di larghezza, mentre quello più piccolo 39 cm di lunghezza per 20 cm di larghezza; in alcuni casi, il corpo dell'osso era sensibilmente ruotato. Come in tutti i Megateriidi, mancava il terzo trocantere, tipico invece di altri xenartri, e le superfici articolari piuttosto estese conferivano al femore un aspetto meno «squadrato» rispetto a quello di Eremotherium. Tibia e perone risultavano fusi a entrambe le estremità (in Eremotherium questa fusione avveniva solo da un lato) e la tibia misurava circa 54 cm.

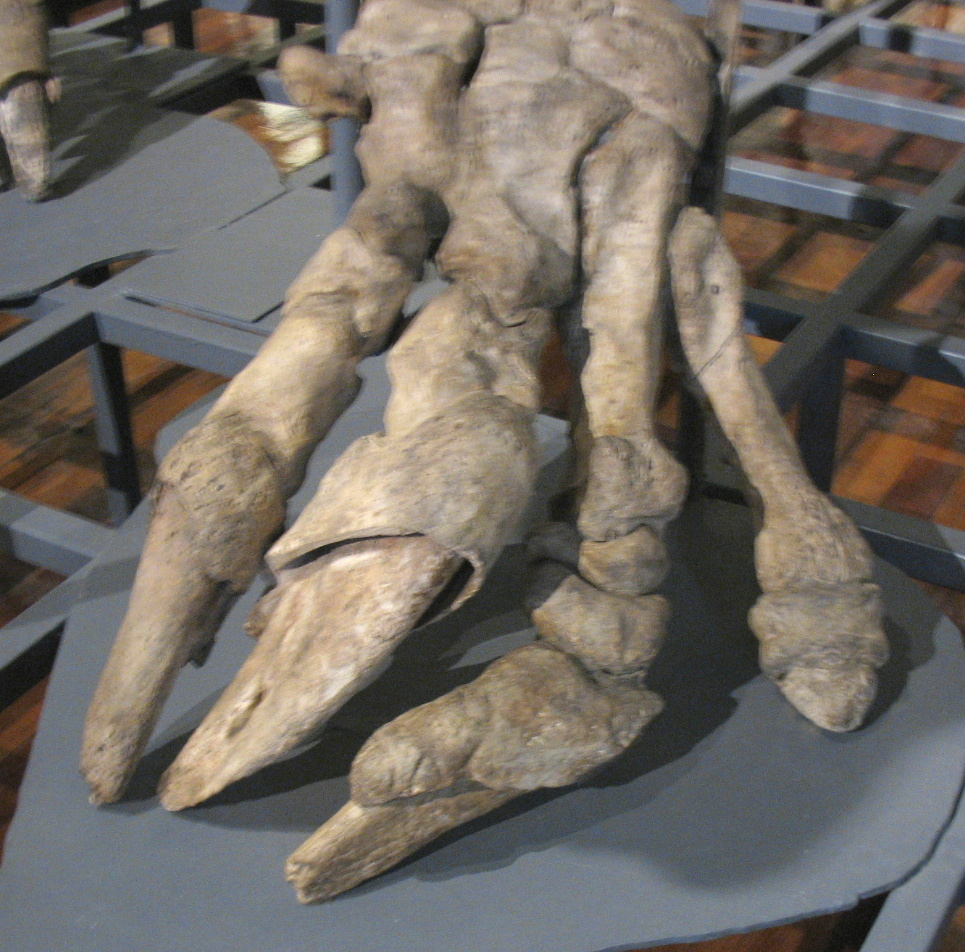
Mano sinistra di Megatherium con le quattro dita

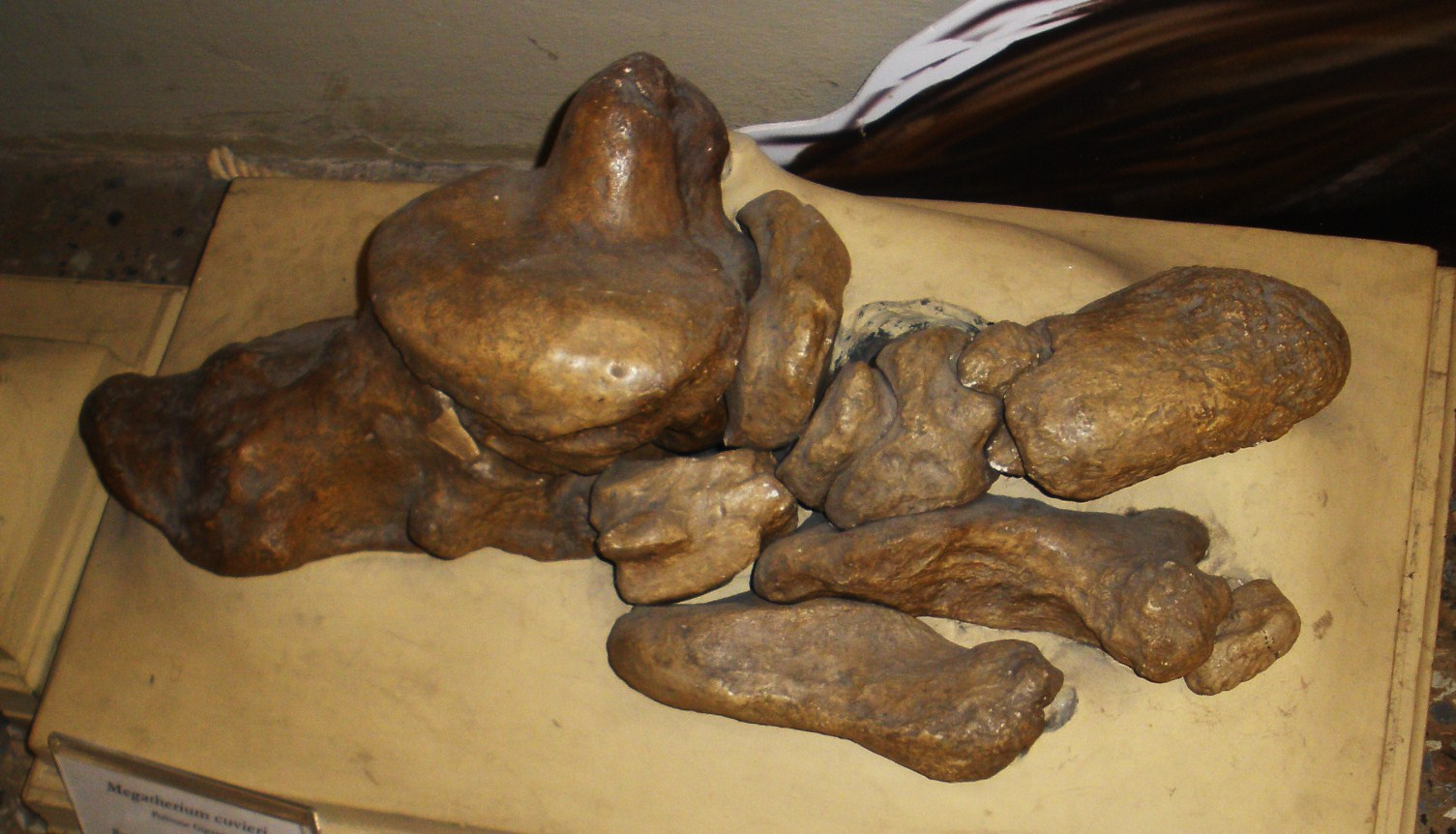
Piede destro di Megatherium con le tre dita

La mano di Megatherium era composta da quattro dita (dal II al V), a differenza di quella di Eremotherium, che (nelle forme più tarde), ne possedeva tre. Come in Eremotherium, tuttavia, i metacarpi delle due dita esterne risultavano particolarmente sviluppati, con lunghezze di 25 e 23 cm, nettamente superiori a quelle delle dita interne. Il primo metacarpo e alcune ossa carpali, tra cui il trapezio, erano fusi a formare il cosiddetto Metacarpal Carpal Complex (MCC). In Eremotherium si saldavano anche il secondo metacarpo e alcune altre strutture. Soltanto le dita II, III e IV avevano tre falangi; nel terzo dito, però, le ultime due risultavano fuse, e le falangi terminali di tutte queste dita recavano artigli con sezione generalmente triangolare. Il terzo dito, in particolare, mostrava una falange terminale molto massiccia, dove probabilmente era ospitato l'artiglio più grande. Il quinto dito contava soltanto due falangi, mancando l'ultima. Analogamente ad altri Megateriidi, il piede di Megatherium presentava tre dita (III-V). Il metatarso del terzo dito era marcatamente più corto e, come nella mano, questo era l'unico dito con tre falangi (anche se le prime due erano fuse) e portava un artiglio. Le due dita esterne possedevano invece soltanto due falangi, ridottissime in lunghezza, e prive dunque di artigli.

## Distribuzione e siti fossiliferi significativi

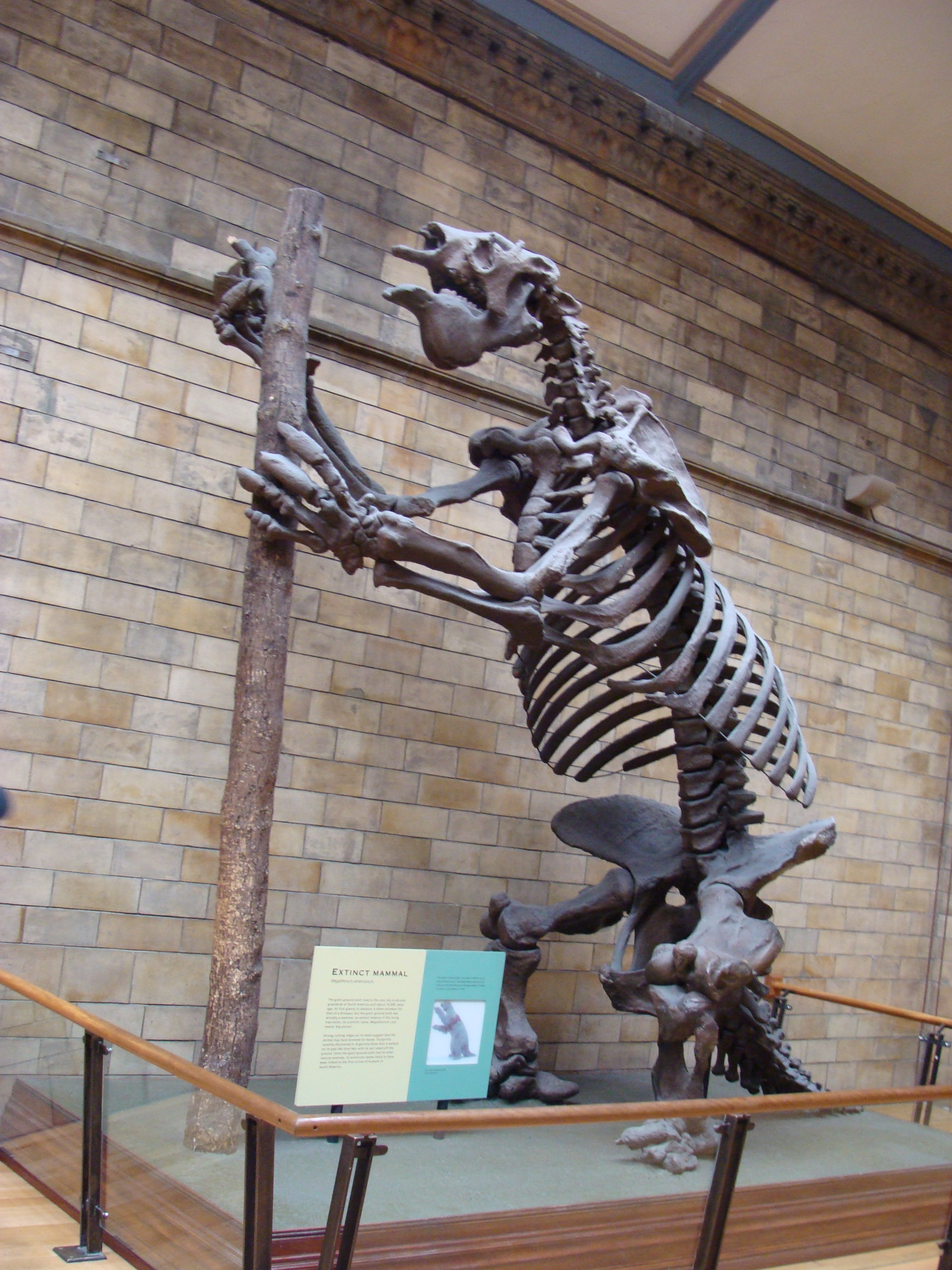
Ricostruzione scheletrica di M. americanum al Natural History Museum di Londra

Megatherium si diffuse dal Pliocene fino all'inizio dell'Olocene principalmente nelle regioni centro-meridionali del Sud America, spingendosi più a nord soltanto sui rilievi montuosi delle Ande. I rinvenimenti fossili provengono in gran parte da Argentina, Uruguay, Cile, Bolivia, Perù ed Ecuador. Al contrario, le aree più settentrionali, di clima generalmente tropicale, erano abitate dall'affine Eremotherium, che giunse finanche in Nord America. In uno dei rari siti che ospitano entrambe queste forme di grandi bradipi terrestri — la formazione di Santa Vitória (Pleistocene medio-superiore) sulle rive dell'Arroio Chuí e di altri corsi d'acqua nello stato brasiliano di Rio Grande do Sul — Megatherium è documentato da un cranio parziale e singoli elementi dello scheletro. Il grosso dei reperti di Megatherium proviene però dalla Pampa argentina. Secondo molti studiosi, tali resti apparterrebbero tutti alla specie M. americanum, la specie più grande e, a loro giudizio, l'unica presente nelle pianure a est delle Ande. Tra i siti più importanti si ricordano Punta Alta presso Bahía Blanca, nella provincia di Buenos Aires — dove Charles Darwin recuperò fossili durante la sua spedizione con il Beagle nel 1832 — e Luján, uno dei giacimenti più ricchi d'Argentina, situato nella stessa provincia e noto per lo scheletro utilizzato da Georges Cuvier per la prima descrizione del genere. Tra i numerosi altri ritrovamenti pampeani vale la pena menzionare una mandibola quasi completa di M. americanum proveniente da La Chumbiada, lungo il Río Salado (parte settentrionale della provincia di Buenos Aires), datata a circa 12.000 anni fa, associata alla tigre dai denti a sciabola Smilodon e al cavallo Hippidion. In generale, M. americanum non solo rappresenta la forma più imponente del genere, ma è anche la più frequente e studiata. Tuttavia, sono note occasionali testimonianze di specie di taglia minore, come M. filholi, sempre nell'area pampeana, il che fa pensare a una storia distributiva più complessa di Megatherium in questa regione. Tra i siti di particolare interesse si segnalano Rocas Negras, vicino Mar del Sur (nel settore meridionale della provincia di Buenos Aires), e località come Carmen de Areco e altre zone settentrionali della medesima provincia.
Al di fuori delle pianure pampeane, sono note soprattutto specie più piccole di Megatherium provenienti dalla regione andina. Di queste forme esiste in genere un materiale fossile piuttosto limitato, e sembrano essere state meno comuni rispetto al loro imponente parente delle basse terre della Pampa. Ciò si riflette anche nel minore stato di conoscenza che ne possediamo, rendendo difficoltose, per esempio, valutazioni sulla variabilità intraspecifica. Dal Cile proviene M. medinae, una forma di media grandezza e aspetto più esile, identificata a partire da resti dentari e da alcuni elementi degli arti posteriori rinvenuti nella Pampa del Tamarugal. Ulteriori fossili, fra cui una mandibola, vertebre e costole, sono stati recuperati nei dintorni di Santiago del Cile. La più piccola e antica specie è M. altiplanicum, documentata grazie a frammenti cranici ed elementi postcranici nella formazione di Umala (Pliocene inferiore) nei pressi di Ayo Ayo, nel dipartimento di La Paz, Bolivia occidentale. Sempre nell’area settentrionale dell'Altiplano boliviano, nella formazione di Ulloma del primo Pleistocene medio vicino Ulloma lungo il Río Desaguadero, è attestato M. sundti, di taglia media. Il suo materiale fossile comprende, tra l'altro, due crani (di cui uno con mandibola), descritti nel 1893, e uno scheletro parziale di un esemplare non adulto. Dalla formazione di Tarija, presso Tarija (Bolivia meridionale), proviene invece M. tarijense, di taglia approssimativamente simile, noto da uno scheletro completo recuperato negli anni '20 del Novecento. A questa stessa specie si può ricondurre anche un reperto parziale ritrovato a Yuntac, in Perù, a ben 4500 metri di quota — tra le testimonianze di Megatherium ritrovate ad altitudine maggiore — insieme a un femore proveniente dalla valle di Cuzco. Uno scheletro incompleto rinvenuto nella grotta di Santa Rosa, presso Celendín (regione di Cajamarca, in Perù), ha permesso di descrivere M. celendinense, la più grande specie andina finora nota, quasi paragonabile a M. americanum. Decisamente più piccola e gracile era invece M. urbinai, di cui si conoscono uno scheletro parziale raccolto a Sacaco, lungo la costa sud-occidentale del Perù, e un secondo reperto dalla grotta di Tres Vantanas, 70 km a sud-est di Lima, a circa 4000 metri di quota. Si è riferito anche di un terzo scheletro, appartenente a un giovane, scoperto in sedimenti eolici nei pressi di Uyujalla (sempre lungo la costa), ma andato perduto prima del recupero. A La Brea, presso Talara, nella fascia costiera nord-occidentale del Perù, e nella zona di Cerro de Pasco, a 4300 metri di altitudine, è stato recuperato un altro esemplare di M. elenense. Questa forma di taglia minore era stata introdotta da Robert Hoffstetter nel 1952 sulla base di resti provenienti dalla penisola di Santa Elena, in Ecuador, inizialmente attribuiti al genere Eremotherium. Dalla medesima penisola proviene anche il materiale tipo di Eremotherium, descritto nel 1948 da Franz Spillmann.

## Paleobiologia

### Locomozione

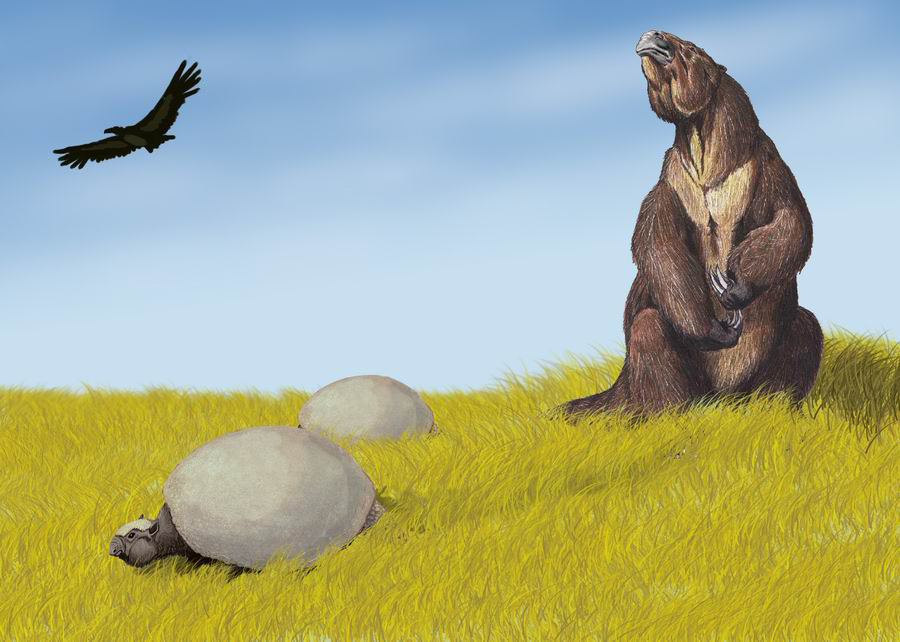
Ricostruzione di Megatherium nella regione della Pampa (a sinistra Glyptodon)

A differenza degli odierni bradipi e in modo analogo a molti altri bradipi giganti estinti, Megatherium conduceva esclusivamente una vita terricola, muovendosi prevalentemente su quattro zampe. Un elemento peculiare era la rotazione verso l'interno dei piedi, tale da costringere l'animale a poggiare gran parte del peso sulle due dita più esterne (IV e V), in un'andatura detta «pedolaterale». La pianta del piede risultava così rivolta all'interno e si sollevava dal suolo con un'inclinazione di circa 35°. Questo tipo di andatura, presente anche in altri grandi bradipi estinti, comportava notevoli modifiche strutturali all'astragalo. Un meccanismo simile si osservava nelle zampe anteriori: a contatto con il terreno, la mano poggiava sul dito esterno, ricordando parzialmente la postura dei Calicoteriidi (Chalicotheriidae), Ungulati Perissodattili dotati di artigli. Tuttavia, la rotazione anomala delle zampe anteriori riduceva la capacità di manipolare oggetti, anche se permetteva all'animale di avvicinare i rami per alimentarsi. Inoltre, dalla posizione di mani e piedi si deduce che la deambulazione di Megatherium doveva essere piuttosto lenta.
È comunque possibile che Megatherium fosse notevolmente più agile rispetto agli attuali bradipi arboricoli. Tale ipotesi si basa su studi condotti sull'orecchio interno: la grandezza dei canali semicircolari risulta direttamente correlata alla rapidità dei movimenti, e i dati raccolti lasciano ipotizzare in Megatherium un'agilità sino a tre volte superiore rispetto ai bradipi moderni. In generale, le robuste e vistosamente ricurve unghie si sarebbero potute prestare anche allo scavo, poiché la loro forma simmetrica offre buona resistenza alle trazioni e alle compressioni, come evidenziano alcune analisi biomeccaniche. Tuttavia, l'intera struttura dell'avambraccio depone contro un'abitudine di vita fondata sullo scavo: in particolare, il processo superiore dell'ulna (olecrano) risulta piuttosto corto e non avrebbe potuto generare la leva necessaria per dissodare il terreno. Diversamente, in altri grandi bradipi terricoli appartenenti ai Milodontidi, come Glossotherium, sono presenti solide prove di un'attività di scavo parziale.
Un animato dibattito ha riguardato la possibilità che Megatherium potesse anche muoversi in posizione eretta. L'idea che si alzasse sulle zampe posteriori per raggiungere le chiome più alte è supportata dalla struttura del bacino e degli arti posteriori, unita alla distribuzione del peso corporeo, che gravava in gran parte sul treno posteriore (circa il 70%), favorendo così il sollevarsi. Già dai primi del Novecento, inoltre, si ipotizzò una deambulazione bipede, cercando di dimostrarla attraverso tracce fossili. Orme attribuite a Megatherium provengono, tra l'altro, da Monte Hermoso e da Pehuén-Có, nella provincia di Buenos Aires (Argentina). Particolare rilievo rivestono proprio quelle di Pehuén-Có, scoperte nel 1986: qui, su un'area di circa 1,5 km², si estende uno dei più importanti siti mondiali di icnofossili. Le impronte, impresse in un substrato allora morbido, appartengono a una variegata fauna di mammiferi, fra cui il camelide Hemiauchenia («Megalamaichnum»), il litopterno Macrauchenia («Eumacrauchenichnus») e il gliptodonte Glyptodon («Glyptodontichnus»), e ad alcuni uccelli affini ai nandù (genere Aramayoichnus). Le datazioni collocano la formazione a circa 12.000 anni fa.
Tra i fossili di impronte figura anche una serie di calchi riferita a un enorme bradipo, attribuita all'icnospecie Neomegatherichnum. Ciascuna orma misura in media 88 cm di lunghezza e 48 cm di larghezza, valori che corrispondono più o meno all'impronta del piede di M. americanum, con una profondità di circa 26 cm. Complessivamente si contano una ottantina di piste attribuibili a Megatherium, ognuna con almeno cinque impronte consecutive: ciò fa di questa grande forma estinta uno degli animali più comuni dell'intera località. In alcune orme sono ancora distinguibili i segni della robusta unghia del dito mediano, il cui solco forma un angolo di 50-90° rispetto all'asse longitudinale del piede e può raggiungere i 15 cm di lunghezza. Una delle piste più estese copre circa 35 metri e comprende 35 orme, che distano tra loro 1,5-1,8 m, distanza interpretata come lunghezza del passo. Poiché le impronte mostrano dimensioni piuttosto uniformi, si è ipotizzato che Megatherium si spostasse prevalentemente in posizione bipede. Solo a metà sequenza si osservano calchi più piccoli (circa 33 cm di lunghezza, 27 cm di larghezza e 14 cm di profondità), forse dovuti a una breve transizione in postura quadrupede. La velocità è stata stimata attorno a 1,2-1,4 m/s (equivalenti a un po' più di 4 km/h), mentre quella massima possibile risulterebbe di 1,7 m/s. Analisi biomeccaniche hanno inoltre evidenziato che la particolare conformazione del femore – dotato di una sezione lunga e sottile – era estremamente adatta a contrastare le sollecitazioni laterali tipiche del passo bipede, più marcate rispetto alla deambulazione a quattro zampe.
Tuttavia, la maggior parte degli studiosi respinge l'idea che Megatherium potesse camminare costantemente in posizione eretta, poiché dal punto di vista funzionale e anatomico una vera bipedìa appare improbabile. Un'ipotesi alternativa per spiegare le impronte di Pehuén-Có è che i passi dei piedi, di dimensioni maggiori, si sovrapponessero a quelli, più piccoli, delle mani, esattamente come osservato nelle tracce fossili di Paramylodon rinvenute in Nevada. Il dibattito sulla bipedìa di Megatherium riguarda in particolare M. americanum, la grande specie diffusa nella Pampa argentina. Al contrario, per le forme andine si suppone una locomozione perlopiù quadrupede, da intendere come adattamento ai rilievi montani. A confermarlo concorrono elementi quali la posizione più elevata e sporgente delle superfici articolari dell'osso occipitale, il femore relativamente appiattito e la maggiore torsione dei piedi in alcune specie, insieme a certe peculiarità della mano. Nello specifico, i due metacarpi esterni (quelli che toccano il terreno durante l'andatura quadrupede) appaiono quasi della medesima lunghezza e presentano superfici rugose, suggerendo un frequente contatto con il suolo.

### Alimentazione
Megatherium è comunemente ritenuto un erbivoro. I suoi denti a corona molto alta sembrerebbero indicare un adattamento a piante coriacee, sul modello di molti ungulati odierni con dentatura simile. L'assenza di smalto nei denti impedisce però analisi dettagliate dei segni di usura. Inoltre, la struttura complessiva dell'apparato masticatorio contrasta con un'eccessiva specializzazione verso le graminacee: i processi articolari molto sviluppati della mandibola, la serie dentaria fortemente arretrata e il robusto processo discendente dell'arco zigomatico (dove si innesta il muscolo massetere) suggeriscono potenti movimenti verticali di masticazione. I denti bilofodonti, dotati di due creste trasversali affilate, lasciano inoltre supporre un taglio rapido del cibo più che una masticazione prolungata. In rapporto alle sue dimensioni, Megatherium presentava un'ampia superficie occlusale complessiva, calcolata attorno a 10.500-11.100 mm²: un valore circa dieci volte superiore a quello di Lestodon (un milodontide di mole paragonabile), e simile a quello degli odierni elefanti. L'aumento dell'area masticatoria derivava principalmente dalla conformazione trasversale delle creste sui molari. D'altro canto, la funzione maggiormente «tagliente» dei denti non rompeva sempre le pareti cellulari dei vegetali, limitando in parte l'assorbimento dei nutrienti. Grazie però all'estesa superficie complessiva, Megatherium era in grado di processare contemporaneamente grandi quantità di cibo nella cavità orale.
Non è affatto certo che Megatherium ricorresse a una lingua lunga e flessibile per alimentarsi, come spesso si suppone. Infatti, il suo ioide appariva fortemente modificato e il muscolo genioioideo, inserendosi a breve distanza dalla sinfisi mandibolare, molto estesa all'indietro, doveva essere assai ridotto, entrambi tratti che depongono contro un'elevata mobilità linguale. Le ricostruzioni del muso, nel complesso stretto, suggeriscono piuttosto la presenza di un labbro superiore prensile, analogo a quello del rinoceronte nero attuale. Tale ipotesi è sostenuta dall'individuazione di diverse superfici ruvide che fungevano da punti d'inserzione muscolare – situate in prossimità dell'orbita e del forame infraorbitario, nonché sull'osso mascellare e premascellare –, indicando che il labbro fosse verosimilmente utilizzato per afferrare il cibo.
La dentatura e la muscolatura masticatoria di Megatherium sembrano indicare una preferenza per vegetali piuttosto teneri. A conferma di ciò si collocano anche alcuni coproliti attribuiti al bradipo gigante, che contenevano tracce di Ephedra, Fabiana, Acantholippia, Junellia e Chuquiraga. D'altro canto, le analisi isotopiche condotte su resti dentari provenienti dalla provincia argentina di Mendoza (tardo Pleistocene) hanno evidenziato una dieta mista, comprendente foglie e graminacee, suggerendo un eventuale adattamento alle specifiche condizioni ambientali locali, caratterizzate da marcati cambiamenti al termine dell'ultima glaciazione e da una maggiore influenza montana. Uno studio simile su fossili rinvenuti nella Pampa argentina, confrontati con campioni di mammiferi moderni, ha restituito valori di carbonio (δ13C) indicativi di una dieta esclusivamente erbivora; i livelli relativamente elevati di azoto (δ15N) sono stati collegati alle condizioni climatiche aride. L'analisi delle microtracce di usura sui denti di individui provenienti dal nord dell'Argentina non fornisce invece risultati univoci riguardo alla predilezione di piante più tenere o più coriacee. L'elevata frequenza di segni di abrasione, di norma associata al consumo di vegetali duri, è stata ricondotta alla maggiore presenza di polveri nelle regioni pampeane aride, responsabili di un'usura accelerata della dentatura.
Contrariamente alle analisi citate in precedenza, a cavallo tra il XX e il XXI secolo è emersa l'ipotesi che Megatherium potesse nutrirsi di carne, agendo come «cleptoparassita» in grado di sottrarre le prede a grandi carnivori, oppure come necrofago che si alimentava di carcasse fresche. Tale idea si basa principalmente sul fatto che l'arto anteriore, a giudicare dalla conformazione dell'olecrano, non sarebbe stato idoneo allo scavo, ma capace invece di movimenti rapidi e molto potenti. Con un singolo colpo di braccio (del peso di circa 115 kg) l'animale avrebbe potuto sprigionare un'energia di circa 2700 J, paragonabile all'impatto di un oggetto di 10 kg che precipita da 20 metri di altezza. Un tale vigore avrebbe reso possibile l'apertura di grandi carcasse. Inoltre, Megatherium possedeva artigli lunghi e affilati sulle tre dita centrali (II-IV), resi ancora più taglienti dal profilo laterale assottigliato, potenzialmente utili a strappare la carne. Da ciò è stato ipotizzato che tali artigli, oltre a essere impiegati in combattimenti intraspecifici, potessero servire anche per l'approvvigionamento di cibo di origine animale. A sostegno di una dieta in parte carnivora si cita anche il ritrovamento di una costola appartenente a un grande bradipo o a un proboscidato, con segni di rosicchiamento attribuiti ai caratteristici denti bilofodonti di Megatherium. Benché i bradipi siano generalmente considerati erbivori, va ricordato che anche molti animali ritenuti essenzialmente vegetariani possono occasionalmente cibarsi di carne.

### Morfologia dei tessuti molli e patologie

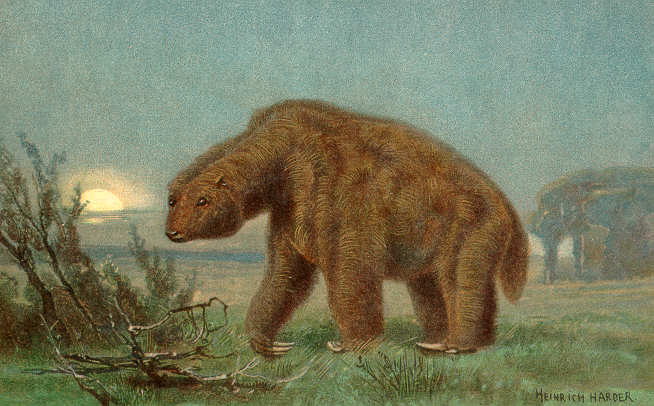
Un Megatherium ricoperto da una folta pelliccia in una ricostruzione storica di Heinrich Harder (1920 ca.)

In molte ricostruzioni artistiche, Megatherium è rappresentato con una fitta pelliccia, giustificando tale immagine sia per la presenza di pelo negli odierni bradipi, sia per i resti fossilizzati di cute (con peli) rinvenuti in generi estinti come Mylodon o Nothrotheriops. Tuttavia, viste la mole considerevole (fino a 6 tonnellate) e l'areale che comprendeva regioni sudamericane spesso temperate, per gli esemplari più massicci — come M. americanum — un manto particolarmente folto appare poco plausibile. Un animale di tali dimensioni, infatti, necessiterebbe di un efficace meccanismo di termoregolazione, simile a quello di elefanti, rinoceronti o ippopotami, per disperdere il calore ed evitare surriscaldamenti significativi. Una folta pelliccia, inoltre, comporterebbe un fabbisogno idrico notevole, difficile da soddisfare in certe zone semiaride della Pampa sudamericana. Un lavoro pubblicato nel 2025 giunge però a conclusioni opposte, ipotizzando che anche i Megatherium di stazza maggiore fossero provvisti di pelliccia. La spiegazione risiede nei valori di temperatura corporea, valutati intorno ai 31 °C grazie ad analisi isotopiche sui denti, nonché in un tasso metabolico piuttosto basso e in condizioni ambientali spesso rigide durante l'ultima glaciazione, persino nelle aree pampeane. Calcoli indicano che uno spessore di circa 30 mm di pelo, con 1300-2000 peli per cm², sarebbe stato sufficiente a mantenere un adeguato equilibrio termico, ampliando la cosiddetta «zona termoneutra» dell'animale e consentendogli di sopportare notevoli variazioni di temperatura. In base alle esigenze del territorio e alla stagione, il mantenimento delle funzioni vitali avrebbe poi richiesto un apporto giornaliero di cibo fresco compreso fra 140 e oltre 200 kg.
Un ulteriore enigma riguarda l'eventuale presenza di osteodermi nella cute di Megatherium, simili a quelli documentati nei grandi milodonti. Questi elementi ossei, presenti in modo disordinato nella pelle, ricordano per struttura quelli della «corazza» dei gliptodonti e degli armadilli, sebbene risultino più semplici. Sono state segnalate possibili placche ossee anche in Megatherium (e nel genere affine Eremotherium), ad esempio a Campo Laborde nella Pampa argentina, ma siccome in molti siti i resti di Megatherium si associano ad abbondanti fossili di milodonti e gliptodonti, manca ancora una prova anatomica inequivocabile in tal senso.
Alterazioni ossee di origine patologica, infine, sono piuttosto comuni in Megatherium, come del resto in molti altri Megateriidi, specie a livello della colonna vertebrale, del bacino e della coda. Lo scheletro olotipo di M. celendinense mostra deformazioni rilevanti anche a cranio e costole, mentre in un esemplare di M. urbinai è stata individuata un'evidente osteoartrosi, forse conseguente a una frattura.

## Tassonomia
Megatherium è un genere appartenente alla famiglia estinta dei Megateriidi (Megatheriidae), che riunisce bradipi terricoli di taglia medio-grande o persino enorme all’interno dell'ordine dei Folivori (Folivora). Nell'ambito di questo gruppo, i Megateriidi formano, insieme ai Megalonichidi (Megalonychidae) e ai Notroteriidi (Nothrotheriidae), la superfamiglia dei Megaterioidei (Megatherioidea). Secondo un'interpretazione classica – basata su studi anatomici dello scheletro – i Megaterioidei rappresenterebbero uno dei due grandi rami evolutivi dei bradipi, mentre l'altro sarebbe costituito dai Milodontoidei (Mylodontoidea). Analisi molecolari e indagini sulle proteine hanno però portato a ipotizzare l'esistenza di una terza linea, i Megalocnoidei (Megalocnoidea). Secondo tali ricerche, anche i bradipi tridattili del genere Bradypus, tuttora viventi, rientrerebbero tra i Megaterioidei. Tra i parenti più prossimi di Megatherium all'interno dei Megateriidi figura Eremotherium, di dimensioni simili ma diffuso nelle zone tropicali di bassa quota del Sud America e arrivato persino in Nord America. Appartengono poi allo stesso ceppo evolutivo i generi più antichi Pyramiodontherium e Megatheriops. Questi animali, compresi Megatherium ed Eremotherium, costituiscono la sottofamiglia dei Megateriini (Megatheriinae), comprendente i «grandi» bradipi terricoli più evoluti all'interno dei Megateriidi.
Attualmente, Megatherium viene suddiviso in due sottogeneri per un totale di nove specie note:
- Sottogenere Megatherium Cuvier, 1796

- M. americanum Cuvier, 1796
- M. altiplanicum Saint-André & De Iuliis, 2001

- Sottogenere Pseudomegatherium Kraglievich, 1931

- M. sundti Philippi, 1893
- M. urbinai Pujos & Salas, 2004
- M. celendinense Pujos, 2006
- M. elenense Hoffstetter, 1952
- M. medinae Philippi, 1893
- M. tarijense Gervais & Ameghino, 1880
- M. filholi Moreno, 1888

A eccezione di M. americanum – la più conosciuta e studiata – le altre specie sono note solo in maniera frammentaria. Il sottogenere Pseudomegatherium comprende forme rinvenute quasi esclusivamente sulle Ande o nella stretta fascia costiera del Pacifico; rispetto a M. americanum, mostrano una riduzione di taglia tra il 20 e il 60%, con la sola eccezione di M. celendinense, di stazza quasi paragonabile. Altri caratteri distintivi sono le diverse proporzioni del cranio (in particolare nell'area dell'articolazione con la colonna cervicale, più in alto e sporgente), il muso più corto, le variazioni nella struttura della mano (due metacarpi esterni di uguale lunghezza), un femore più piatto e alcune particolarità dell'astragalo. Queste differenze – come la forma dei condili occipitali, del femore o della mano – potrebbero riflettere adattamenti specifici alle condizioni andine, per esempio una locomozione ancora più spostata sul carponi.
Oltre alle specie oggi riconosciute, ve ne sono altre descritte in passato (ad esempio M. lundii, M. gaudryi, M. cuvieri o M. parodii), ma per lo più considerate sinonimi di M. americanum. Esiste un dibattito su M. gallardoi, un Megatherium di dimensioni molto grandi, descritto nel 1921 da Carlos Ameghino e Lucas Kraglievich a partire da un cranio lungo 83 cm, privo di denti e risalente al Pleistocene medio, ritrovato vicino a Buenos Aires. Alcuni autori ritengono validi caratteri distintivi la scarsa fusione del premascellare col mascellare e la minore altezza della mandibola (attribuibile a una ridotta ipsonodontia dei molari), mentre altri riconducono tali tratti alla normale variabilità di M. americanum, che sarebbe così l'unico Megatherium presente nella Pampa. Problematico è anche il caso di M. antiquum, del Pliocene inferiore, descritto nel 1885 da Florentino Ameghino a partire da alcuni denti isolati simili a quelli di M. americanum, ma lunghi solo un terzo. Dato il materiale limitato e privo di caratteri diagnostici chiari, la validità di M. antiquum come specie a parte è fortemente messa in dubbio.

## Evoluzione

### Origini
Sull'origine del genere Megatherium sono state avanzate diverse ipotesi. Un'idea diffusa ne colloca la comparsa originaria nelle regioni meridionali del Sud America, da cui si sarebbe poi diffuso verso ovest, raggiungendo nell'area andina, durante il Pleistocene, la massima diversità. Questa teoria è sostenuta dall'elevata varietà di Megateriidi (con circa mezza dozzina di generi) risalenti al Miocene superiore e al Pliocene nel Sud America centrale e meridionale. Per esempio, nel Conglomerado osífero (la sezione inferiore della formazione di Ituzaingó) lungo le sponde del corso inferiore del Río Paraná presso la città argentina di Paraná, sono state documentate quattro distinte forme di Megateriidi: Eomegatherium, Pliomegatherium, Pyramiodontherium e Promegatherium. A rafforzare l'ipotesi di una provenienza meridionale contribuisce inoltre il ritrovamento, nella formazione di Chapadmalal presso San Eduardo del Mar (area pampeana dell'Argentina), di un cranio lungo appena 28 cm appartenente a un esemplare giovane di Megatherium, datato a 3,58 milioni di anni fa (quindi al Pliocene superiore). Tuttavia, non si può escludere una possibile origine più settentrionale, sebbene manchino spesso depositi di quell'epoca nel nord del continente. I ritrovamenti di Urumaquia e Proeremotherium nelle regioni settentrionali, risalenti al periodo di transizione tra Miocene e Pliocene, indicano infatti che anche in quell'area la varietà di bradipi giganti potrebbe essere stata cospicua. Una terza ipotesi suggerisce invece che Megatherium sia comparso proprio nella fascia andina, in accordo con la maggiore ricchezza di specie documentate in tale zona: uno dei reperti più antichi, M. altiplanicum, è stato rinvenuto nella formazione di Umala, in Bolivia, e datato (mediante dati radiometrici) fra 5,4 e 2,8 milioni di anni fa.
Durante il Pleistocene, nell'area andina si contavano circa sei specie di Megatherium, sebbene la scarsa abbondanza dei fossili renda difficile una precisa collocazione cronologica. Nella regione pampeana, invece, dominava la specie M. americanum, la più frequente e conosciuta, comparsa almeno all'inizio del Pleistocene medio. In questa zona, era così diffuso che gli esperti di stratigrafia locale parlano di «biozona di Megatherium americanum», iniziata intorno a intorno a 780.000 anni fa, che andò a rimpiazzare la precedente «biozona di Tolypeutes pampaeus», così chiamata da una specie di armadillo bolita oggi estinta.

### Estinzione e rapporti con l'uomo
La maggior parte dei ritrovamenti di Megatherium risale al Pleistocene superiore, compresi i più recenti, datati alla fase finale di quest'epoca e agli inizi dell'Olocene. Ciò li colloca nel periodo in cui i primi esseri umani arrivarono in Sud America – evento documentato a partire da circa 14.800 anni fa – e in concomitanza con la grande ondata di estinzioni quaternarie, che coinvolse numerosi grandi mammiferi su scala globale. Rimane incerto se e in che misura la presenza dei primi abitanti americani abbia influito direttamente sulla scomparsa di questo gigantesco bradipo. Le evidenze di eventuali interazioni tra l'uomo e Megatherium sono infatti limitate. Particolarmente importanti, al riguardo, sono i ritrovamenti di Arroyo Seco, un'area a più fasi archeologiche nella provincia di Buenos Aires (Argentina), dove, negli strati inferiori datati al radiocarbonio fra 10.500 e 12.240 anni fa, sono stati rinvenuti sia reperti riconducibili a gruppi di cacciatori-raccoglitori, sia resti di Megatherium, a suggerire che l'animale potesse essere stato cacciato o perlomeno sfruttato in qualche misura. Nella medesima provincia, il sito archeologico di Paso Otero 5 ha restituito, su un'area di quasi 100 m², oltre 80.000 frammenti ossei, per lo più molto frantumati, rendendo difficile l'identificazione specifica di molti reperti. Nonostante ciò, sono stati attribuiti 29 frammenti a Megatherium. A questi resti faunistici si associano oltre 80 manufatti in quarzite, comprese alcune punte «a coda di pesce» (fish tail points). Le datazioni radiocarboniche collocano il giacimento fra 10.440 e 9400 anni fa. Un ritrovamento di particolare rilievo è un calcagno di Megatherium circondato da numerose ossa bruciate, probabilmente utilizzate come combustibile.
Allo stesso periodo di passaggio fra Pleistocene superiore e Olocene risale il sito di Campo Laborde, ancora nella provincia di Buenos Aires. Qui, tra oltre 99.000 reperti ossei e un centinaio di manufatti in quarzite, sono emerse 108 ossa attribuibili a Megatherium, appartenenti a uno scheletro parziale privo di cranio. Il materiale scheletrico, spesso frantumato, comprende alcune costole recanti segni di macellazione e talvolta trasformate in utensili, prova evidente di un intervento diretto dell'uomo su una carcassa di Megatherium. Le prime datazioni radiocarboniche su alcune ossa del bradipo indicavano 7750-8700 anni fa, suggerendo che il genere Megatherium fosse sopravvissuto più a lungo di molte altre grandi specie e avesse superato sia l'arrivo umano sia i mutamenti climatici alla fine dell'ultima glaciazione. Tuttavia, analisi più recenti (2019) hanno fornito valori compresi tra 10.250 e 12.730 anni fa.
Fra le poche prove di manipolazione umana delle ossa di Megatherium si trova anche una prima vertebra cervicale (atlante) con tagli lasciati probabilmente da strumenti in pietra. Il reperto, rinvenuto nell'area pampeana e giunto a metà Ottocento al Museo di Storia Naturale di Firenze, manca purtroppo di un contesto stratigrafico preciso, rendendone controversa l'interpretazione.

## Storia

### Cuvier e ilMegatherium

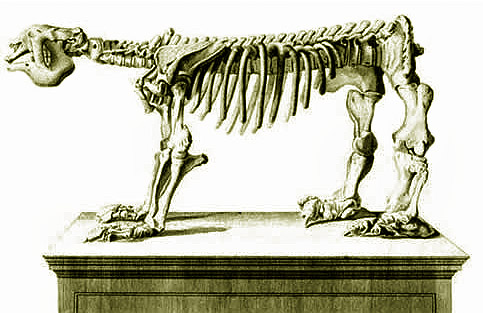
Lo scheletro di Megatherium ricostruito da Bru de Rámon (1793)

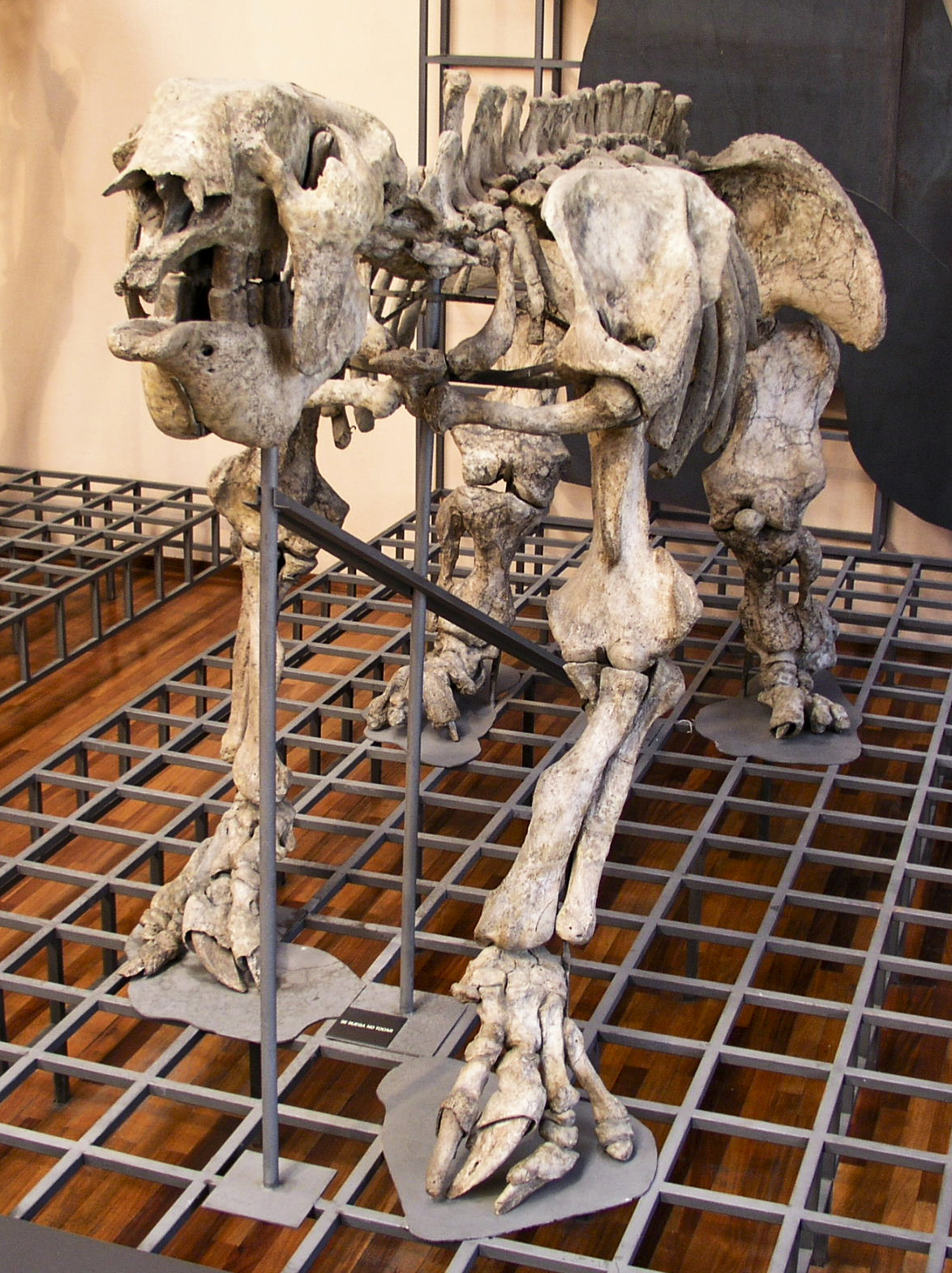
Il primo scheletro di Megatherium nel Museo Nacional de Ciencias Naturales di Madrid

Il primo ritrovamento documentato di Megatherium consiste in uno scheletro quasi completo, scoperto tra il 1787 e il 1789 dal domenicano Manuel Torres lungo il Río Luján, nell'odierna provincia di Buenos Aires (Argentina). Nicolás del Campo, all'epoca viceré del Río de la Plata, fece imballare il reperto in sette casse e lo spedì al Real Gabinete de Historia Natural di Madrid, dove arrivò il 29 settembre 1789. Qui fu accolto da Juan Bautista Bru de Ramón (1740-1799), un preparatore specializzato nell'assemblare ossa di animali deceduti, come ad esempio elefanti. Egli avviò immediatamente i lavori e, quattro anni dopo, completò la ricostruzione dello scheletro, disponendolo in una posa che, alla luce delle conoscenze moderne, appare piuttosto innaturale. Ciononostante, l'allestimento di Bru rappresentò il primo assemblaggio di un vertebrato estinto mai realizzato da un punto di vista scientifico. Oltre a montare lo scheletro, Bru ne redasse una monografia, corredata da 22 illustrazioni: una raffigurava l'intera ricostruzione, mentre le altre ritraevano singole parti ossee, disegnate da Manuel Navarro. Sebbene il testo non fosse mai stato pubblicato ufficialmente, nel 1793 alcune copie delle tavole furono consegnate a un rappresentante francese.

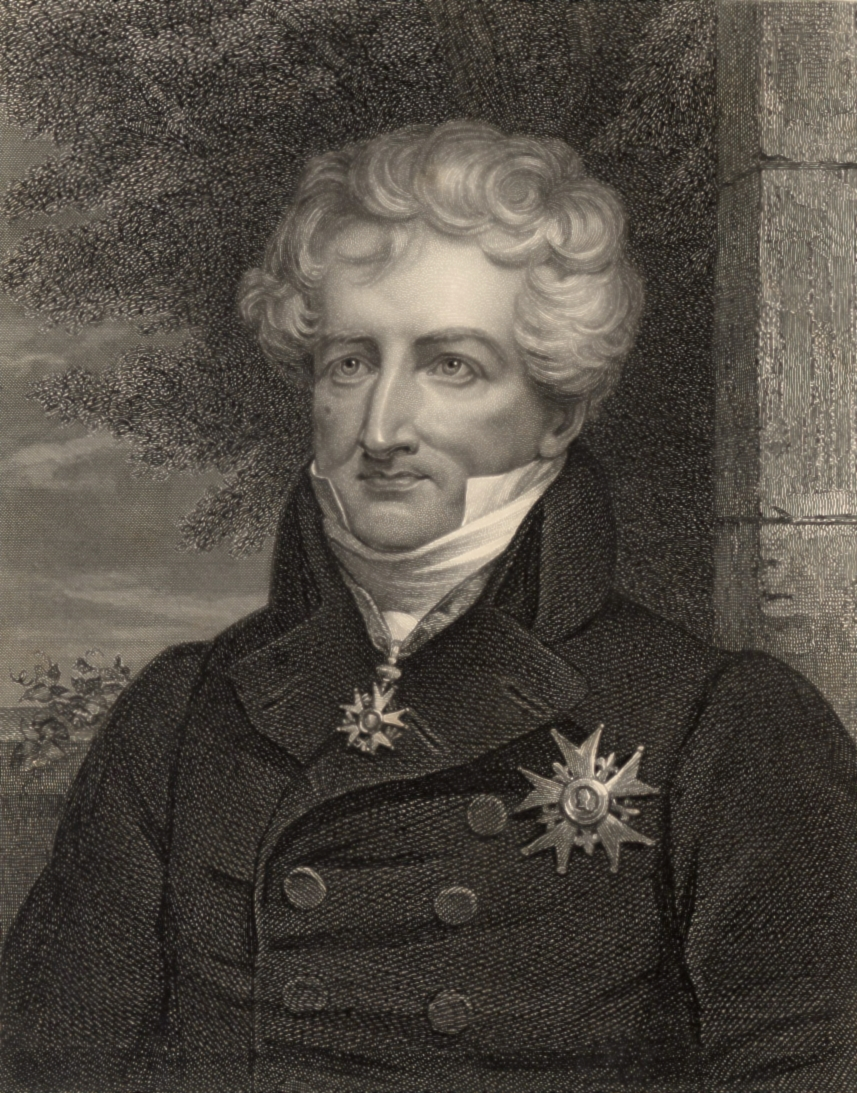
Georges Cuvier

Le copie delle illustrazioni arrivarono nelle mani dell'anatomista francese Georges Cuvier (1769-1832), all'epoca attivo al Muséum national d’histoire naturelle di Parigi, che avrebbe dovuto redigere un rapporto sul ritrovamento. Tale relazione fu pubblicata nel 1796 sulla rivista Magasin encyclopédique, dove Cuvier attribuì all'enorme animale il nome scientifico Megatherium americanum. Questo scritto è considerato a tutti gli effetti la descrizione originaria tanto del genere quanto della specie. Il nome generico richiama i termini greci μέγας (mégas, «grande») e θηρίον (thēríon, «animale»), a sottolineare l'imponenza del bradipo. Per l'epoca, Cuvier adottò una metodologia innovativa basata sull'anatomia comparata, basandosi però unicamente sulle tavole illustrate, non avendo egli stesso mai visto di persona lo scheletro custodito in Spagna. Nel suo lavoro, Cuvier identificò erroneamente la provenienza del reperto come «Paraguay»; nondimeno, l'articolo è significativo poiché segna il suo primo contributo dedicato a organismi estinti. Inoltre, egli osservò che animali simili a Megatherium non esistevano più allo stato attuale, anticipando la nozione di estinzione, all'epoca profondamente rivoluzionaria.
Il resoconto di Cuvier fu portato in Spagna da José Garriga, intenzionato a tradurlo. In quella circostanza, Garriga scoprì che Bru aveva già scritto un proprio saggio sull'argomento e decise di pubblicarli insieme nello stesso anno, a sue spese e sotto la propria direzione editoriale. Il volume aprì la strada a una nuova opera di Georges Cuvier, uscita nel 1804 col titolo Sur le Megatherium, nella quale lo studioso approfondì ulteriormente la parentela tra questo fossile e gli attuali bradipi arboricoli. Nella valutazione di Cuvier, erano soprattutto le caratteristiche del cranio (struttura degli archi zigomatici) e della cintura scapolare (in particolare la presenza di una clavicola ben definita) a suggerire tale vicinanza; secondariamente, egli richiamava la conformazione della dentatura e degli arti. Osservò, infatti, che le zampe di Megatherium ricordavano più quelle di formichieri e armadilli odierni, risultando molto più corte di quelle dei bradipi moderni. Successivamente, nel 1812, Cuvier incluse il suo secondo saggio e le tavole di Bru nel Recherches sur les ossemens fossiles, un'opera fondamentale nella nascente paleontologia come disciplina scientifica.

### Darwin e Owen

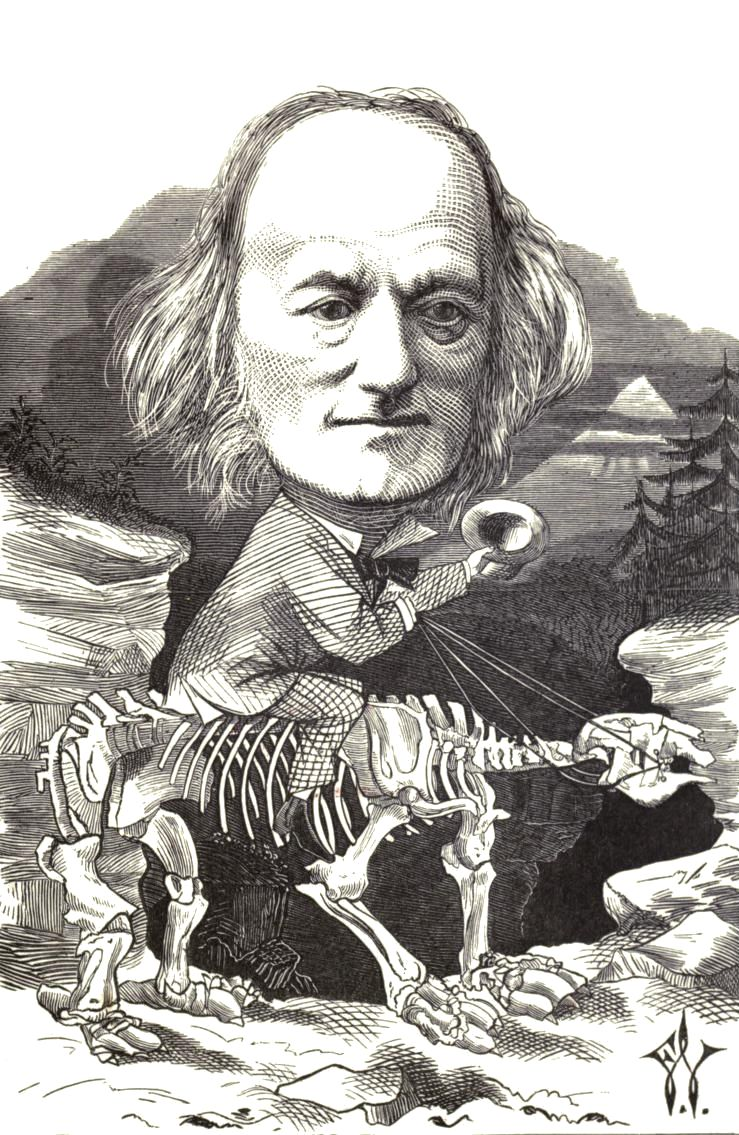
Caricatura di Richard Owen a cavallo di uno scheletro di Megatherium

Dopo il recupero del primo scheletro di Megatherium a Luján, passarono più di quattro decenni prima che venisse alla luce un altro esemplare di questo enorme bradipo terricolo. All'inizio degli anni '30 dell'Ottocento, presso Villanueva, lungo il Río Salado che attraversa le pianure a sud di Buenos Aires, emerse un nuovo scheletro parziale durante una fase di secca del fiume causata da una prolungata siccità. I resti fossili furono recuperati e inviati in Inghilterra da Woodbine Parish, un diplomatico britannico di alto rango; qui, dopo un'accurata preparazione, William Clift li presentò al Royal College of Surgeons, pubblicandone la descrizione nel 1835. Parish era convinto che nella Pampa si potessero trovare altri reperti simili, e chiese perciò la collaborazione di Juan Manuel de Rosas, all'epoca governatore dell’Argentina: la ricerca portò infatti alla scoperta di altri due scheletri. Un contributo fondamentale allo studio di Megatherium arrivò grazie al viaggio di Charles Darwin (1809-1882) a bordo del Beagle tra il 1831 e il 1837. Verso la fine di agosto del 1832, Darwin rinvenne numerosi resti della specie in alcune formazioni rocciose lungo la costa di Punta Alta, vicino a Bahía Blanca (nell'odierna Argentina). Poiché la biblioteca di bordo del Beagle conteneva una traduzione illustrata del testo di Cuvier, egli aveva già familiarità con Megatherium ma, nei suoi diari di viaggio, finì per attribuire vari fossili a questa stessa specie. Tornato nella regione nell'ottobre del 1833, raggiunse anche Luján, il luogo dove era stato scoperto il primo scheletro di Megatherium.
I reperti raccolti da Darwin durante il suo viaggio furono inviati al Royal College of Surgeons di Londra, dove dal 1836 il celebre anatomista Richard Owen (1804-1892) iniziò a studiarli. Nel 1840 pubblicò il suo primo scritto dedicato a questo «bradipo gigante», che lui chiamò M. cuvieri (denominazione che, in realtà, risaliva già al 1822 per opera di Anselme Gaëtan Desmarest come sinonimo alternativo di M. americanum, ma considerata poi nomen illegitimum). Tra il 1851 e il 1860, Owen produsse una serie di monografie su Megatherium, ciascuna intitolata On the Megatherium (Megatherium americanum, Cuvier and Blumenbach) e focalizzata su varie parti dello scheletro. L'opera conclusiva, Memoir on the Megatherium or giant Ground-sloth of America (Megatherium americanum, Cuvier), vide la luce nel 1861. Da questi studi, Owen dedusse che Megatherium, per via della sua mole, vivesse a terra poggiando il peso del corpo sulle dita esterne di mani e piedi (una postura definita «pedolaterale»). Inoltre, riteneva che l'animale fosse in grado di sollevarsi sulle zampe posteriori, appoggiandosi alla coda, così da usare gli arti anteriori per raggiungere il cibo. Le analisi meticolose e le illustrazioni accurate contenute nelle sue monografie sono considerate ancora oggi opere fondamentali per lo studio dei bradipi terricoli, e l'immagine di Megatherium da esse divulgata ha a lungo influenzato l'opinione pubblica. L'entusiasmo dimostrato da Owen per il gigantesco bradipo lo rese persino oggetto di alcune caricature.

### Larrañaga e il bradipo gigante corazzato
Un altro episodio, che per gran parte del XIX secolo influenzò durevolmente l'idea di Megatherium, fu il ritrovamento di una corazza dorsale e caudale insieme a un femore, oggi attribuiti a un membro dei Gliptodontidi (Glyptodontidae), parenti degli armadilli muniti di una pesante corazza ossea, all'epoca ancora sconosciuti. Nel 1814, Dámaso Antonio Larrañaga (1771-1848), fra i più importanti naturalisti delle colonie spagnole, descrisse tali resti nel suo scritto Diario de Historia Natural, aggiungendo la denominazione Dasypus (Megatherium Cuv). Ritenendo Megatherium come possibile sottogenere dei moderni armadilli dal muso lungo, Larrañaga alimentò la convinzione dell'esistenza di bradipi giganti corazzati. Nel 1824, la definizione tassonomica di Larrañaga spinse lo stesso Georges Cuvier a includere tale riferimento nella seconda edizione delle sue Recherches sur les ossemens fossiles. L'idea dei bradipi giganti dotati di corazza si diffuse rapidamente: quando, nel 1835, Clift pubblicò la descrizione del secondo scheletro di Megatherium, interpretò come parti del bradipo anche vari frammenti di corazza emersi insieme alle ossa. Persino Charles Darwin, nel corso del viaggio a bordo del Beagle, annotò più volte ritrovamenti di presunti «pezzi di corazza di Megatherium», talora basandosi sul semplice rinvenimento di placche ossee nei medesimi strati fossili.
Già negli anni '30 dell'Ottocento alcuni studiosi misero in dubbio l'esistenza di una «corazza» in Megatherium. In particolare, nel 1833 Joseph Eduard d'Alton, analizzando frammenti di corazza e ossa provenienti da Uruguay e Brasile, li collegò piuttosto a giganteschi armadilli dopo un attento confronto anatomico. La descrizione di Hoplophorus a opera di Peter Wilhelm Lund nel 1838 e quella di Glyptodon da parte di Richard Owen l'anno seguente – entrambi riconosciuti come Gliptodontidi dalle marcate analogie con il Dasypus (Megatherium Cuv.) di Larrañaga – chiarirono infine che i resti di corazza sino ad allora attribuiti a Megatherium appartenevano invece a un altro gruppo di animali, ugualmente di grandi dimensioni ma del tutto diverso. Nel 1841, in una descrizione dettagliata di Glyptodon, lo stesso Owen riconsiderò i frammenti di corazza precedentemente attribuiti al bradipo gigante, correggendone la vera appartenenza. Nel 1865, inoltre, il paleontologo Thomas Henry Huxley (1825-1895), in uno studio sulla struttura scheletrica di Glyptodon, ribadì l'evidenza che i due gruppi di fossili non potevano appartenere alla stessa specie. Va comunque ricordato che in effetti esistevano bradipi terricoli di grandi dimensioni con osteodermi incorporati nella pelle; tuttavia, tali formazioni ossee non costituivano mai un guscio compatto, né appartenevano ai Megateriidi, bensì a una linea differente – i Milodontidi (Mylodontidae) – lontanamente imparentata con Megatherium. La presenza di osteodermi in Megatherium resta tuttora controversa, e non trova riscontri paragonabili a quelli dei Milodontidi.

### Sviluppi recenti
Verso la fine dell'Ottocento e l'inizio del Novecento, i fratelli Florentino (1854-1911) e Carlos Ameghino (1865-1936), di origini italiane, svolsero un ruolo di primo piano negli studi paleontologici in Sud America. Operando spesso in modo indipendente, descrissero svariate specie di Megatherium, sebbene solo M. tarijense, introdotta nel 1880, sia considerata tuttora valida. La classificazione di questa specie giunse molto tempo dopo la scoperta e la pubblicazione iniziale dei reperti, avvenuta nel 1855 a opera di Paul Gervais, ma dimostrò l'esistenza di bradipi giganti di statura sensibilmente inferiore rispetto a M. americanum, fornendo nel contempo la prima evidenza del sottogenere Pseudomegatherium. Una dozzina di anni più tardi, Rudolph Amandus Philippi propose altre due specie, M. sundti e M. medinae. Nella prima metà del XX secolo, furono poi Lucas Kraglievich (1886-1932) e Robert Hoffstetter (1908-1999) a imprimere un segno duraturo sulla ricerca in questo settore.